# Rupelramphastoides
Rupelramphastoides is een geslacht van uitgestorven spechtvogels uit het Vroeg-Oligoceen van Europa. 

## Fossiele vondsten
Fossiele vondsten zijn gedaan in de Rauenberg Lagerstätte bij Wiesloch in de Duitse deelstaat Baden-Württemberg met een ouderdom van circa 30 miljoen jaar. De afzettingen van de Rauenberg Lagerstätte wijzen op een subtropisch groenblijvend loofbos als leefgebied van Rupelramphastoides.

## Kenmerken
Met een totale lengte van 9 centimeter was Rupelramphastoides een van de kleinste baardvogelachtigen. De voetbotjes zijn lang en slank, vergelijkbaar met die van toekans. Rupelramphastoides was vermoedelijk een frugivoor. 

## Verwantschap
Rupelramphastoides is de oudst bekende baardvogelachtige. In ongeveer dezelfde periode leefde in Europa ook de basale spechtvogel Picavus. 